# プレンデロール
プレンデロール（英：Prenderol、Diethylpropanediol）は単純アルキルジオールであり、鎮静薬、抗てんかん薬、筋弛緩薬としての作用がある。メプロバメートや多くのアルキルアルコールやジオールと構造が非常に関連しており、一般に同等の活性を持つ。

## 合成
アルデヒド2-エチルブチルアルデヒドをホルムアルデヒドと水酸化カリウムで処理すると、カニッツァーロ反応が起こりプレンデロールが得られる。